# Marjorie Bell
Marjorie Bell BSc, GradIEE, CEng, MIISO, MIOSH, HonMWES (26 de diciembre de 1906-10 de junio de 2001) fue una ingeniera eléctrica e inspectora de fábrica británica. Bell tuvo varios trabajos y dirigió su propia fábrica de ropa antes de convertirse en la primera mujer en estudiar ingeniería electrónica en el Northampton Institute. Después de graduarse, se convirtió en conferencista y demostradora de electrodomésticos. Se convirtió en inspectora de fábrica en 1936 y trabajó en todo el país, recibiendo una medalla por su trabajo durante la Segunda Guerra Mundial. Después de Bell trabajó como inspectora en la Palestina bajo Mandato británico durante la guerra civil de 1947-1948 . A su regreso al Reino Unido, fue ascendida a inspectora de distrito y recibió la Medalla de la Coronación de la Reina Isabel II.
Cuando se jubiló, Bell formó parte de numerosos comités de seguridad industrial. Participó en el primer grupo de trabajo del Comité Europeo de Normalización Electrotécnica sobre seguridad de los juguetes eléctricos y se convirtió en la primera mujer en presidir un comité de normas técnicas de la British Standards Institution. Bell era ingeniera colegiada, miembro graduada de la Institución de Ingenieros Eléctricos, miembro de la Institución de Oficiales de Seguridad Industrial y miembro de la Institución de Seguridad y Salud Ocupacional. Fue miembro activa de la Women's Engineering Society, formó parte de muchos de sus comités y ocupó el cargo de presidenta en 1956–57.

## Biografía
Marjorie Bell nació el 26 de diciembre de 1906 en Edmonton, Middlesex. Provenía de una familia modesta, su padre y dos de sus hermanos eran instaladores. Bell asistió a la escuela secundaria de un convento antes de encontrar trabajo ayudando a fabricar equipos en laCambridge Scientific Instrument Company, que había visitado anteriormente en un viaje escolar. Poco después, Bell fundó su propia fábrica de ropa. Después de mudarse a Bungay, Suffolk, ocupó una sucesión de trabajos que incluyeron palear carbón en una planta de gas para Bungay Gas and Electricity Company.
Bell se convirtió entonces en la primera estudiante en asistir al curso de ingeniería electrónica del Northampton Institute. En el curso de sus estudios pasó un trimestre y unas vacaciones trabajando en los laboratorios de investigación de General Electric Corporation. En 1932 se unió a la Women's Engineering Society y formó parte de muchos de los comités de sus sucursales locales. Bell se graduó del Instituto con una licenciatura en ciencias en 1934 y luego dio una conferencia en el Woolwich Technical College. También durante este tiempo trabajó como demostradora en las salas de exposición del departamento de electricidad del Ayuntamiento de Worthing, y luego para el Municipio de Ealing.

## Inspector de fábrica

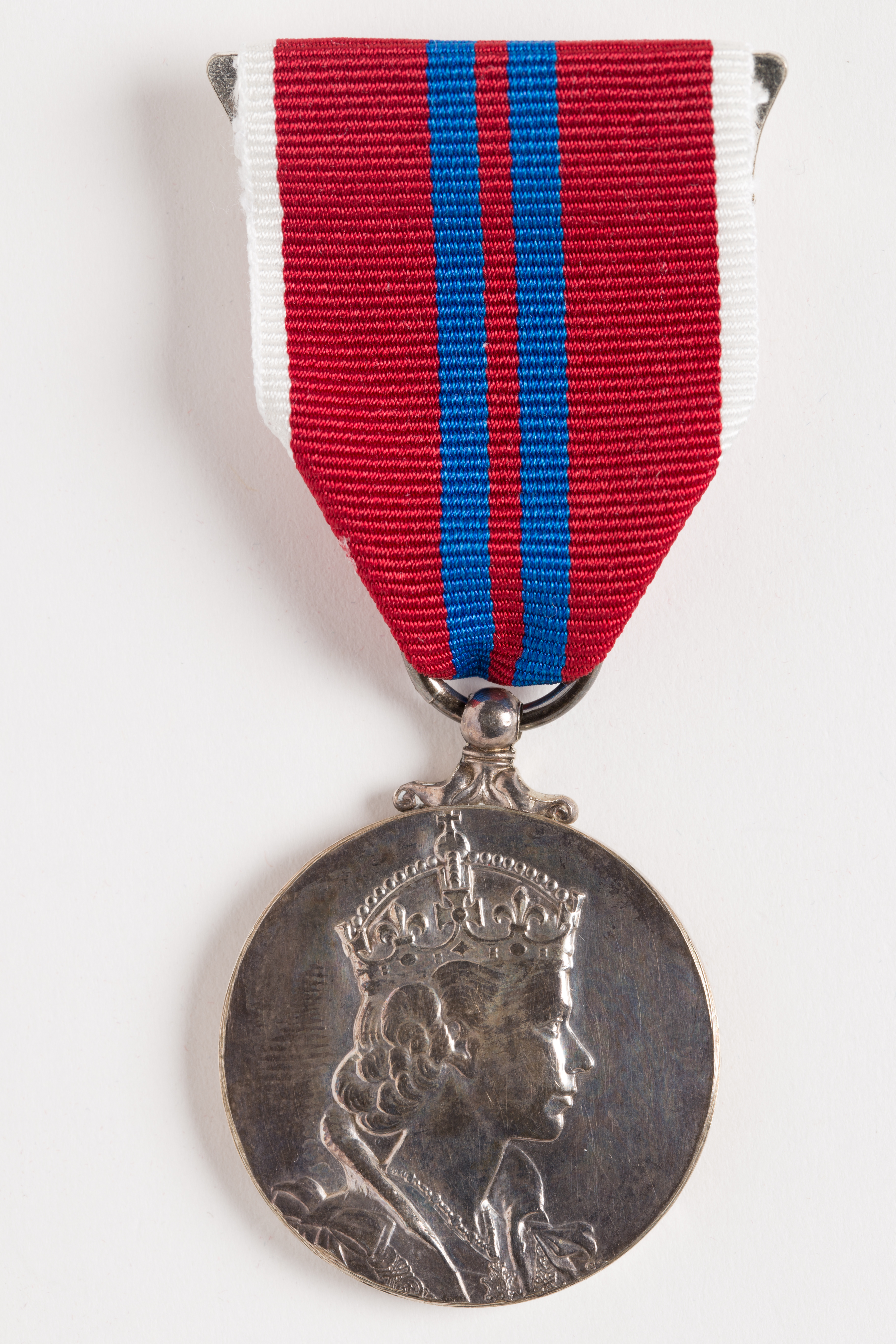
Medalla de la coronación de la reina Isabel II

Bell se unió al Ministerio de Industria de Su Majestad como inspector de fábrica en 1936. Trabajó en Bristol, Walsall y East Midlands inspeccionando fábricas que curaban pescado, fabricaban ladrillos, enlataban frutas y fabricaban fertilizantes. Por su trabajo durante la Segunda Guerra Mundial, Bell recibió una medalla. En 1947 fue nombrada inspectora de trabajo en el territorio administrado por los británicos del Mandato británico de Palestina y más tarde se convirtió en inspectora jefe de fábricas en ese estado. Bell supervisó fábricas de conservas en Jaffa, fábricas de potasa, aceite de oliva y jabón alrededor del Mar Muerto y refinerías de petróleo en Haifa y dirigió un equipo mixto judío y árabe. A pesar de la guerra civil en curso en Palestina que hizo que algunas de las fábricas quedaran atrapadas en el fuego cruzado, Bell declaró más tarde que su tiempo en Palestina estaba entre sus mejores recuerdos.
Después de un año regresó al Reino Unido como inspectora de fábrica en Wolverhampton, donde fue responsable de las fábricas que fabricaban una gran parte de la producción de vidrio británica.  Bell fue ascendida a inspectora de distrito de Gloucester, luego a Blackburn y Londres. Fue galardonada con la Medalla de la Coronación de la Reina Isabel II en 1953 y fue presidenta de la Sociedad de Ingeniería de Mujeres durante el curso de 1956–57. Ella sucedió a Kathleen Cook en el papel y fue sucedida a su vez por Madeleine Nobbs.
Como mujer, Bell se vio obligada a jubilarse a la edad de 60 años en virtud de las normas en vigor de la época.

## Carrera posterior
Después de jubilarse, Bell trabajó para varias consultorías y formó parte de numerosos comités de seguridad industrial. Formó parte del primer grupo de trabajo del Comité Europeo de Normalización Electrotécnica sobre seguridad de los juguetes eléctricos y se convirtió en la primera mujer en presidir un comité de normas técnicas de la British Standards Institution (que también se ocupaba de los juguetes).
Bell fue miembro graduada de la Institución de Ingenieros Eléctricos y miembro de la Institución de Oficiales de Seguridad Industrial y la Institución de Seguridad y Salud Ocupacional. Se convirtió en ingeniera colegiada y fue nombrada miembro honorario de la Women's Engineering Society en 1972.
En su tiempo libre, Bell era miembro de Soroptimist International, apicultora y se ocupaba de dos parcelas.
Murió en Enfield, Londres, el 10 de junio de 200. Bell dejó su cuerpo a la ciencia y tuvo un funeral no religioso.